# Зинкевич, Алексей Валерьевич
Алексе́й Вале́рьевич Зинке́вич (укр. Олексій Валерійович Зінкевич; род. 12 мая 1997, Владимир-Волынский, Волынская область) — украинский футболист, полузащитник

## Игровая карьера
Футболом начинал заниматься во Владимире-Волынском в академии «БРВ-ВИК», за команду которой выступал в ДЮФЛ с 2009 по 2013 год. Будучи игроком этого коллектива, вызывался наставником юношеской сборной Украины Олегом Кузнецовым на учебно-тренировочный сбор для подготовки к Мемориалу Банникова, Кубок четырёх наций в Бельгии, турнир Syrenka Cup в Варшаве и элит-раунд ЧЕ-2014. В середине 2013 года Алексей продолжил обучение в футбольной школе луцкой «Волыни», а через несколько месяцев играл уже в юношеской команде луцкого клуба.
17 октября 2014 года в конце матча 9-го тура Премьер-лиги между «Шахтёром» и «Волынью» Алексей Зинкевич дебютировал в высшем дивизионе. Дебют Зинкевича состоялся в возрасте 17 лет 157 дней. Он стал на тот момент самым молодым игроком текущего сезона, а также первым футболистом 1997 года рождения, сыгравшим в чемпионате Украины.
Позже в одном из интервью наставник лучан Виталий Кварцяный назвал Зинкевича в числе футболистов, которые составят будущее «Волыни».